# کرامبرگ
کرامبرگ (به آلمانی: Cramberg) یک شهر در آلمان است که در Verbandsgemeinde Diez واقع شده‌است. کرامبرگ ۵۰۲ نفر جمعیت دارد.